# Ialîșiv, Baranivka
Ialîșiv (în ucraineană Ялишів) este localitatea de reședință a comunei Ialîșiv din raionul Baranivka, regiunea Jîtomîr, Ucraina.

## Demografie
Componența lingvistică a localității Ialîșiv
     Ucraineană (96,67%)
     Rusă (3,33%)
Conform recensământului din 2001, majoritatea populației localității Ialîșiv era vorbitoare de ucraineană (96,67%), existând în minoritate și vorbitori de rusă (3,33%).